# 典型相关
在统计学中，典型相关分析（英語：Canonical Correlation Analysis）是对互协方差矩阵的一种理解。如果我们有两个随机变量向量 X = (X1, ..., Xn) 和 Y = (Y1, ..., Ym) 并且它们是相關的，那么典型相关分析会找出 Xi 和 Yj 的相互相关最大的线性组合。T·R·Knapp指出“几乎所有常见的参数测试的意义可视为特殊情况的典型相关分析，这是研究两组变量之间关系的一般步骤。” 这个方法在1936年由哈罗德·霍特林首次引入。
给定两个随机向量{\displaystyle X=(x_{1},\dots ,x_{n})'}和{\displaystyle Y=(y_{1},\dots ,y_{m})'}，我们可以定义互协方差矩阵 {\displaystyle \Sigma _{XY}=\operatorname {cov} (X,Y)} 为 {\displaystyle n\times m} 的矩阵，其中 {\displaystyle (i,j)} 是协方差 {\displaystyle \operatorname {cov} (x_{i},y_{j})}。实际上，我们可以基于 {\displaystyle X} 和 {\displaystyle Y} 的采样数据来估计协方差矩阵。(如从一对数据矩阵)。
典型相关分析求出向量 {\displaystyle a} 和 {\displaystyle b} 使得随机变量 {\displaystyle a'X} 和 {\displaystyle b'Y} 的相關性 {\displaystyle \rho =\operatorname {corr} (a'X,b'Y)} 最大。随机变量 {\displaystyle U=a'X} 和 {\displaystyle V=b'Y} 是 第一对典型变量。然后寻求一个依然最大化相关但与第一对典型变量不相关的向量；这样就得到了 第二对典型变量。 这个步骤会进行 {\displaystyle \min\{m,n\}} 次。

## 计算

### 推导
设 {\displaystyle \Sigma _{XX}=\operatorname {cov} (X,X)} 和 {\displaystyle \Sigma _{YY}=\operatorname {cov} (Y,Y)}。需要最大化的参数为
{\displaystyle \rho ={\frac {a'\Sigma _{XY}b}{{\sqrt {a'\Sigma _{XX}a}}{\sqrt {b'\Sigma _{YY}b}}}}.}
第一步是定义一个基变更以及
{\displaystyle c=\Sigma _{XX}^{1/2}a,}
{\displaystyle d=\Sigma _{YY}^{1/2}b.}
因此我们有
{\displaystyle \rho ={\frac {c'\Sigma _{XX}^{-1/2}\Sigma _{XY}\Sigma _{YY}^{-1/2}d}{{\sqrt {c'c}}{\sqrt {d'd}}}}.}
根据柯西-施瓦茨不等式，我们有
{\displaystyle \left(c'\Sigma _{XX}^{-1/2}\Sigma _{XY}\Sigma _{YY}^{-1/2}\right)d\leq \left(c'\Sigma _{XX}^{-1/2}\Sigma _{XY}\Sigma _{YY}^{-1/2}\Sigma _{YY}^{-1/2}\Sigma _{YX}\Sigma _{XX}^{-1/2}c\right)^{1/2}\left(d'd\right)^{1/2},}
{\displaystyle \rho \leq {\frac {\left(c'\Sigma _{XX}^{-1/2}\Sigma _{XY}\Sigma _{YY}^{-1}\Sigma _{YX}\Sigma _{XX}^{-1/2}c\right)^{1/2}}{\left(c'c\right)^{1/2}}}.}
如果向量 {\displaystyle d} 和 {\displaystyle \Sigma _{YY}^{-1/2}\Sigma _{YX}\Sigma _{XX}^{-1/2}c} 共线，那么上式相等。此外，如果 {\displaystyle c} 是矩阵 {\displaystyle \Sigma _{XX}^{-1/2}\Sigma _{XY}\Sigma _{YY}^{-1}\Sigma _{YX}\Sigma _{XX}^{-1/2}} (见Rayleigh quotient) 最大特征值对应的特征向量，那么就可以得到相关的最大值。随后的典型变量对可以通过减少特征值的量级来得到。正交性保证了相关矩阵的对称性。

### 解法
因此解法是：
- {\displaystyle c} 是 {\displaystyle \Sigma _{XX}^{-1/2}\Sigma _{XY}\Sigma _{YY}^{-1}\Sigma _{YX}\Sigma _{XX}^{-1/2}} 的一个特征向量。
- {\displaystyle d} 是 {\displaystyle \Sigma _{YY}^{-1/2}\Sigma _{YX}\Sigma _{XX}^{-1/2}c} 的比例项。

相反地，也有：
- {\displaystyle d} 是 {\displaystyle \Sigma _{YY}^{-1/2}\Sigma _{YX}\Sigma _{XX}^{-1}\Sigma _{XY}\Sigma _{YY}^{-1/2}} 的一个特征向量。
- {\displaystyle c} 是 {\displaystyle \Sigma _{XX}^{-1/2}\Sigma _{XY}\Sigma _{YY}^{-1/2}d} 的比例项。

把坐标反过来，我们有
- {\displaystyle a} 是 {\displaystyle \Sigma _{XX}^{-1}\Sigma _{XY}\Sigma _{YY}^{-1}\Sigma _{YX}} 的一个特征向量。
- {\displaystyle b} 是 {\displaystyle \Sigma _{YY}^{-1}\Sigma _{YX}\Sigma _{XX}^{-1}\Sigma _{XY}} 的一个特征向量。
- {\displaystyle a} 是 {\displaystyle \Sigma _{XX}^{-1}\Sigma _{XY}b} 的比例项。
- {\displaystyle b} 是 {\displaystyle \Sigma _{YY}^{-1}\Sigma _{YX}a} 的比例项。

那么相关变量定义为：
{\displaystyle U=c'\Sigma _{XX}^{-1/2}X=a'X}
{\displaystyle V=d'\Sigma _{YY}^{-1/2}Y=b'Y}

### 实现
典型相关分析可以用一个相关矩阵的奇异值分解来解决。 以下是它在一些语言中的函数 
- MATLAB as canoncorr （页面存档备份，存于）
- R as cancor （页面存档备份，存于）  or in FactoMineR （页面存档备份，存于）
- SAS as The CANCORR Procedure （页面存档备份，存于）
- Scikit-Learn, Python as Cross decomposition （页面存档备份，存于）

## 假设检验
每一行可以用下面的方法检测其重要性。由于相关是排好序的，也就是说行 {\displaystyle i} 为 0 意味着所有后续的相关都为 0。如果我们在一个样本中有 {\displaystyle p} 个独立观测，对 {\displaystyle i=1,\dots ,\min\{m,n\}}，{\displaystyle {\widehat {\rho }}_{i}} 是其估计相关。对第 {\displaystyle i} 行，测试统计为：
{\displaystyle \chi ^{2}=-\left(p-1-{\frac {1}{2}}(m+n+1)\right)\ln \prod _{j=i}^{\min\{m,n\}}(1-{\widehat {\rho }}_{j}^{2}),}
上面渐近为一个对大 {\displaystyle p} 有 {\displaystyle (m-i+1)(n-i+1)} 个自由度的卡方分布。 由于所有从 {\displaystyle \min\{m,n\}} 到 {\displaystyle p} 的相关从逻辑上来说都是 0，所以在这一点之后的乘积都是不相关的。